# コウミガミ〜嘆き嗤う蛇神、妹なる者々が紡ぎし口碑〜
『コウミガミ〜嘆き嗤う蛇神、妹なる者々が紡ぎし口碑〜』（こうみがみ　なげきわらうへびがみ、いもうとなるものものがつむぎしフォークロア）とは、Black Cycから2017年1月27日に発売されたアダルトゲームである。

## 解説
本作は、2011年5月27日に発売された『獄淫の尖塔』以来5年ぶりとなる、Black Cycの新規タイトルである。これまでBlack Cycから発売されてきたゲーム同様本作も猟奇描写があり、蛇に凌辱されるシーンのほか、無数の蛇が身体を食いやぶって出てくる描写も存在する。
本作は主人公に対するヒロインの好感度だけでなく兄妹婚を望む神の怒りもストーリーの分岐にかかわっており、これらのパラメータを示したステータス画面の導入は、Black Cycの作品の中では本作が初となる。
2018年11月30日には、本作の5年後を描いた続編『サイノガミ 〜破滅も来るべき事柄も、望めば手中〜』が発売された。

## システム
ゲームを始める際は、プロローグを選択する必要があり、プロローグが終わると本編へ進むことができる。
本編においては、ヒロインである玲と零佳には好感度が、コウミガミには神の怒りの度合いを示したパラメータがそれぞれ設定されており、いずれもステータス画面で確認することができる。
エンディングを一つでも見ると蛇神の口碑という機能が解放され、物語の舞台となる祈背島の歴史を見ることができるようになる。
また、あるエンディングを見るとミニゲーム「神の試練」が解放され、ミニゲームをクリアすると追加シナリオが解放される。
「神の試練」の其の壱はあみだくじであり、ゴールは大吉から大凶までの5つに分かれている。出た結果により、其の弐である神経衰弱で札を引ける回数が変化する。

## あらすじ
瀬戸内海に浮かぶ小島・祈背島には白蛇を多産の神「コウミガミ」としてまつる巳重神社があり、この神社の歴代の宮司は自分の妹を妻として娶るというしきたりがあった。
大正時代末期のある日、宮司である神蛇丞は、コウミガミについて調べに来た柳本国定を追い払った。
同日、丞の母の妹である九鬼零佳も神社を訪れ泊まり込みで神社の手伝いをしたいと申し出た。丞は妹である玲の頼みを受け叔母を家に受け入れたたが、零佳の実姉にして兄妹の母である鏡佳の陰険な態度を見てきたため、丞は零佳が神社を乗っ取るのではないかと訝しんだ。
その様子を見守っていたコウミガミは少女の姿で彼らの前に現れ、おぞましい試練を与え始めた。

## 登場人物
神蛇 丞（かんだ たすく）
声：古河徹人
本作の主人公。幼少時から後継ぎとして世間から隔離されて育てられたため、内向的な性格をしている。先代の宮司である父親から伝承について聞かされていたが、父親の死因が流行病ではなくコウミガミの祟りであるという噂もあり、伝承を話題にしたがらない。
また、かつて零佳に片思いをしていた時期があったが、鏡佳の言動に嫌気がさして女嫌いになり、身内であっても異性に対しては距離を置くようになっている。
神蛇 玲（かんだ れい）
声：赤井リア
誕生日：1月27日 / 血液型：A型 / 身長：155cm
丞の妹。明るい性格だが、思い詰めるあまり落ち込むこともある。幼少時は兄との結婚を待ち望んでいたが、女嫌いの兄や男子を望んでいた母を見て育った結果、丞の妹であること隠し、自らを玲（あきら）と名乗って呼ばせるなど男として振舞うようになった。
九鬼 零佳（くおに れいか）
声：二階堂ちか
丞の幼少時の片思いの相手で、鏡佳の末妹。
住み込みで神社の手伝いを申し出るなど、神蛇家に対しして心配するそぶりを見せている。明るく物静かだが芯の通ったところがあり、姉の鏡佳からは暴力を振るわれても笑顔を失うことはない。
九鬼 鏡佳（くおに きょうか）
声：榛名れん
神蛇兄妹の母で、島の実権を握るべく先代の宮司と結婚した。夫を亡くして以来、精神を病んでいる。
家事をせず、先代の宮司とは別人の子どもを身ごもっており、跡取りである丞に対してはそれなりの関心は持つものの、玲や零佳に対してつらく当たる。
柳本 国定（やなぎもと くにさだ）
声：越雪光
関東から白蛇信仰の調査に来た男。
善悪よりも研究を優先する姿勢や、ひょうひょうとした態度もあり、兄妹からは訝しがられており、島の伝承についてたずねようとして追い返される。
コウミガミ
声：澤乃都留
出雲の蛇神の分霊にして、祈背島に古くから伝えられる蛇神で、多産の神として巳重神社にまつられている。
神としての力は強い方ではなく、かつては神託を授けるために蛇に姿を変えて人前に現れる程度だった。宮司が実の妹と結ばれることを望んでいたため、よそ者の血が神蛇家に入ったことを不愉快に思っている。
第一形態
褐色の肌と白い髪、赤い瞳を持つ美少女の姿をしている。
第二形態
第一形態と似た姿をしているが、身体の一部が白蛇に変化している。
第三形態
髪や両足が蛇に変化しているほか、口元が蛇らしくなっているなど、全体的に禍々しい姿をしている。

## 舞台設定
『コウミガミ』は、瀬戸内海の小島・祈背島を舞台とするゲームである。祈背島という島名の由来は夫婦であり兄妹であるふたりを示す言葉“妹背”であり、その名の通り古代から島民の間で兄妹婚が行われていた。
安土桃山時代、高松で建設業を営む神田家の二人の子が近親相姦をしたかどで親族によって追放され、祈背島に流れ着いた。彼ら兄妹は、その兄妹は、白蛇を多産の神「コウミガミ」としてまつる巳重神社の宮司となり、その際に神蛇（かんだ）という苗字を名乗った。
江戸時代、神蛇姓を名乗る巳重神社の宮司一族がコウミガミの祟りを恐れて近親婚を繰り返した一方、神蛇家の中には近親婚や赤の他人と結婚して別の姓を名乗る者もでてきた。
明治時代、宇佐郡から移住してきた豪商・九鬼家によって島は再び繁栄した一方、近親婚は悪だという考えが島民の間で広まりった。
物語の舞台を設定するにあたり、スタッフは長崎県の池島や松島大島、崎戸島まで取材に行った。

## 開発

### スタッフィング
本作の企画とシナリオは芦澤夜呼夜が手掛け、原画は吉澤友章が担当した。
吉澤はBlack Cycの姉妹ブランドであるCYCLETの『モラリスト～性渇指導 房江の放課後～』でも原画を務めた。
音楽は、同じくBlack Cycの姉妹ブランドであるeye★phonや澪(MIO)の作品に音楽家として参加したことのある折倉俊則が担当した。
Cycのプロデューサー・アルは、ブログの中で折倉に澪(MIO)での仕事を依頼している中で急遽割り込みという形で参加してもらったと述べている。

## スタッフ
- 企画・シナリオ：芦澤夜呼夜
- 音楽 ：折倉俊則
- 原画：吉澤友章

## 音楽
『コウミガミ』は、オープニングテーマとエンディングテーマの2曲のほかに、13曲のBGMが用いられている。
オープニングテーマの歌唱はAyumi. が、エンディングテーマの歌唱はkimikaがそれぞれ担当しており、オープニング/エンディングテーマの作詞・作曲ならびにBGMの作曲は折倉俊則が担当した。

### 主題歌
オープニングテーマ：「Variant」
作詞・作曲：折倉俊則/歌唱：Ayumi. (Astilbe x arendsii)
エンディングテーマ：「繋いだ手」
作詞・作曲：折倉俊則/歌唱：kimika